# Polyporus alutaceus
Polyporus alutaceus är en svampart som beskrevs av Fr. 1821. Polyporus alutaceus ingår i släktet Polyporus och familjen Polyporaceae.   Inga underarter finns listade i Catalogue of Life.